# Kadimah (Studentenverbindung)
Kadimah (hebräisch קדימה qādīmāh, deutsch: nach Osten, vorwärts) war eine nationaljüdische, bald zionistische Studentenverbindung in Wien.

## Geschichte
Gegründet wurde die Kadimah am 25. Oktober 1882 in Wien, am 23. März 1883 wurde sie von den Behörden genehmigt. Deswegen wird als Gründungsjahr teils 1882, teils 1883 genannt. Die Burschenfarben der Kadimah waren amaranthrot-violett-gold auf violett-weiß. Die Füchse trugen ein rot-violettes Band. Die Mützenfarbe war zunächst schwarz, ab 1928 dunkelblau. Der Wahlspruch war: Mit Wort und Wehr für Juda’s Ehr!
Mitglieder der Kadimah gründeten 1891 die Hasmonaea Czernowitz und 1912 die Barissia Radautz. Am 10. Dezember 1909 regte Kadimah an, einen „Ring der Zionistischen AH-Verbände in Wien“ zu gründen. Von Dezember 1913 bis Juni 1922 war Kadimah als einzige farbentragende Verbindung im Kartell Zionistischer Verbindungen – ab 1914 Kartell Jüdischer Verbindungen – von diesem Verband getrennt. Ein Grund war, dass das KZV die Satisfaktion verboten hatte. Am 16. März 1935 gründete Kadimah mit JAV Charitas Graz den Bund Zionistischer Verbindungen. Die Kadimah wurde nach dem Anschluss Österreichs am 13. August 1938 behördlich aufgelöst. Nach dem Zweiten Weltkrieg traten die Alten Herren 1954 dem IGUL – Ring der Alt–Herren-Verbände der zionistisch-akademischen Verbindungen und Vereine in Israel bei.
Die Kadimah entstand als erste nationaljüdische Studentenorganisation. Einige Korporationsverbände wie der Kyffhäuser-Verband hatten begonnen, Juden auszuschließen. Die Kadimah, anfangs auch von Juden verlacht, hatte sich dem Zionismus verschrieben. Wie die bereits in ganz Europa entstandenen  Vereine der Zions-Liebhaber ließ die Kadimah erstmals organisierte nationaljüdische Bestrebungen erkennen. Sie bereiteten den Boden für Theodor Herzl und den späteren Erfolg des politischen Zionismus.

## Befreundete Bünde
- JAV Barissia Prag[4]
- JAV Charitas Graz[4]

## Mitglieder
Gründer

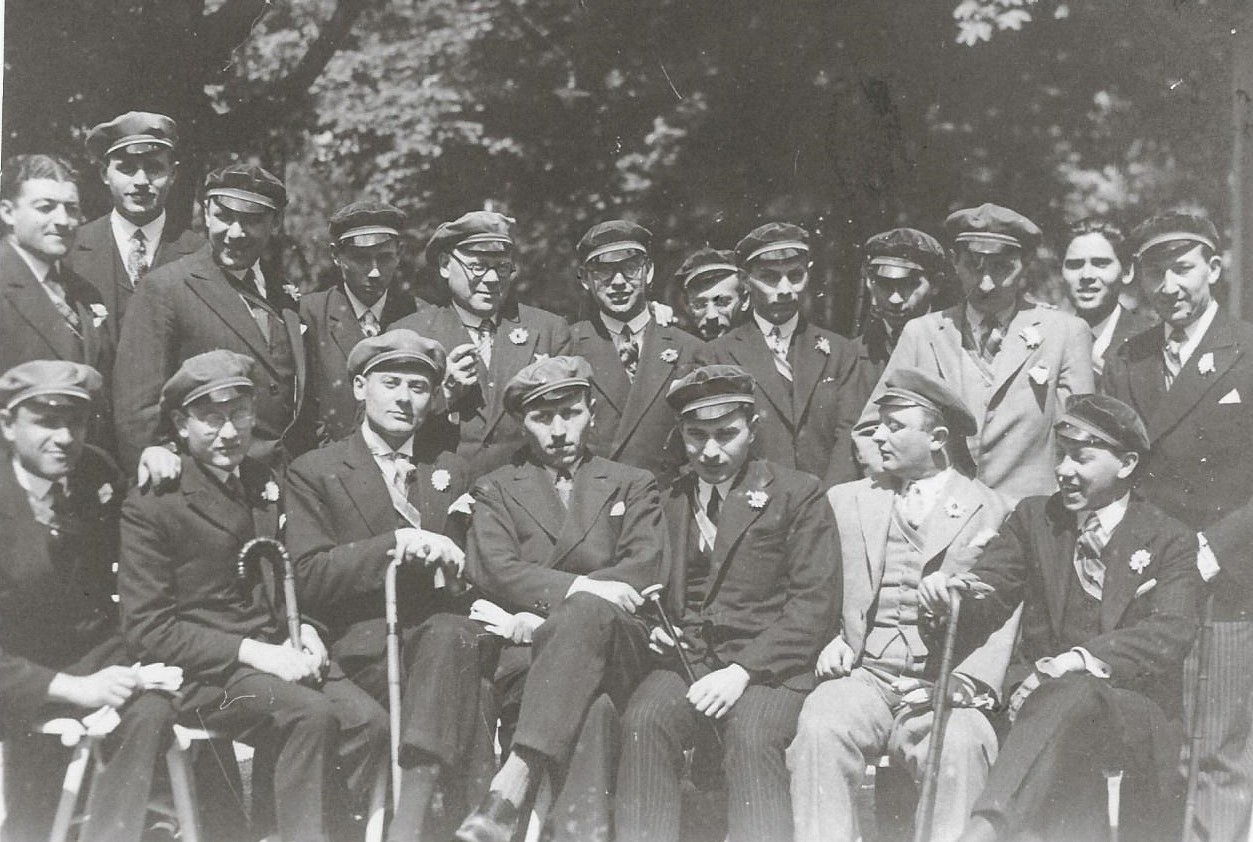
Mitglieder der A. V. Kadimah (dunklere Mützen) und der J. A. V. Maccabaea beim jährlichen Gang zu Theodor Herzls Grab auf dem Döblinger Friedhof

- Ruben Bierer (1835–1931), Chirurg und Zionist
- Nathan Birnbaum (1864–1937), Schriftsteller
- Moses Schnirer (1860–1941), Arzt und Zionist
- Peretz Smolenskin (1842–1885), Romancier und Publizist

Ehrenmitglieder
- Leo Pinsker (1821–1891), Arzt und Journalist, Wegbereiter des Zionismus
- Sigmund Freud (1856–1939), Begründer der Psychoanalyse[6]
- Theodor Herzl (1860–1904), Zionist[7]

Weitere Mitglieder
- Felix Deutsch (1884–1964), Psychiater, Psychoanalytiker und Pionier der Psychosomatik
- Oser Kokesch (1859–1905), zionistischer Politiker und Rechtsanwalt
- Fritz Löhner-Beda (1883–1942), Librettist, Schlagertexter und Schriftsteller
- Alexander Marmorek (1865–1923), Bakteriologe
- Oskar Marmorek (1863–1909), Architekt, zionistischer Funktionär[8]
- Abraham Salz (um 1866 – um 1942), galizischer Zionist, Rechtsanwalt und Führer der Chowewe Zion
- Isidor Schalit (1871–1954), Zahnarzt und Zionist

## Siehe auch

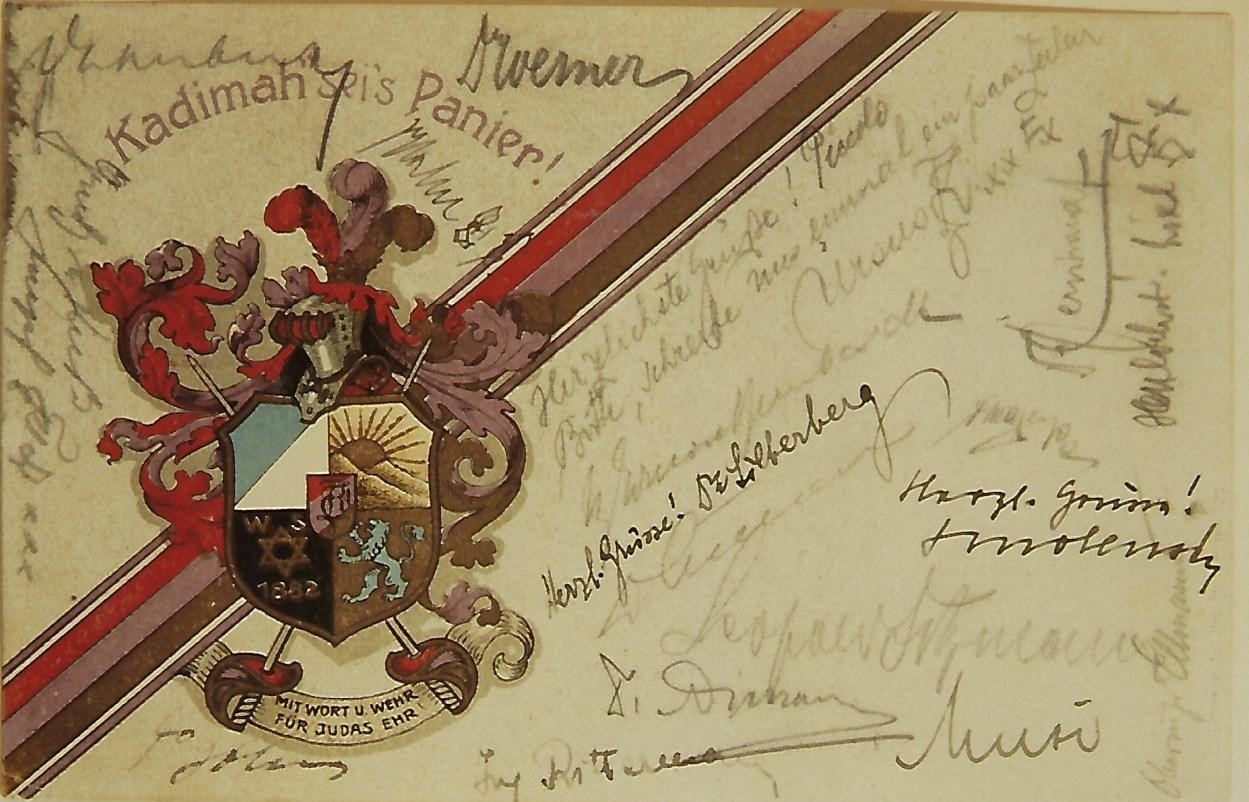
Couleurkarte